# Suma (přítok Bílého moře)
Suma (rusky Сума) je řeka na východě autonomní Karelské republiky v severozápadním Rusku. Je dlouhá 164 km. Povodí řeky je 2020 km².

## Průběh toku
Za začátek řeky se bere její odtok z Melozera. Protéká přes několik jezer, z nichž největší jsou Šunozero, Chižozero, Pulozero a Sumozero. Mezi jezery překonává peřeje. Ústí do Oněžské zátoky Bílého moře.

## Vodní režim
Zdrojem vody jsou převážně sněhové srážky. Průměrný roční průtok vody ve vzdálenosti 6 km od ústí činí 19,8 m³/s. Zamrzá v listopadu až v prosinci a rozmrzá na konci dubna až v květnu.

## Využití
Je splavná pro vodáky.